# Дресирувальник черепах
«Дресирувальник черепах» (тур. Kaplumbağa Terbiyecisi) — картина турецького художника Османа Хамді-бея 1906 року. Існує друга версія цієї роботи 1907 року. Первинно вона називалася «Черепахи та людина» (тур. Kaplumbağalar ve Adam). 2004 року картину продали за 3,5 млн дол. США. Зараз вона у музеї Пера у Стамбулі.
У цій роботі художник гостро висміяв повільні та неефективні спроби реформувати Османську імперію, показавши спробу анахроністичного історичного персонажа дресувати черепах.

## Опис

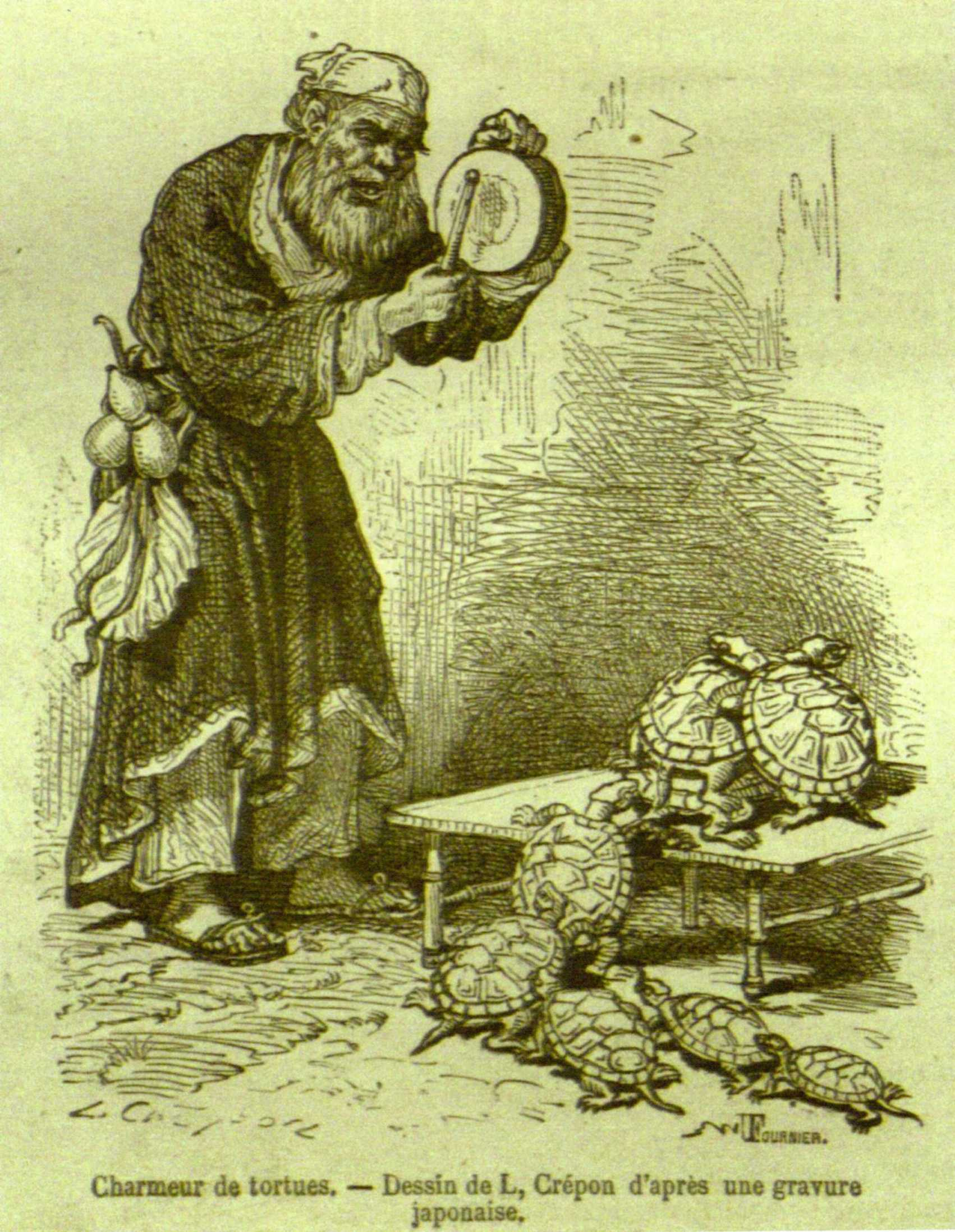
«Заклинач черепах» (картина 1869 року, можливе джерело натхнення для художника)

На картині зображено літнього чоловіка у традиційному османському релігійному одязі, який існував до фески та поширення моди на західний одяг у середині 19 століття. Чоловік тримає традиційну флейту най, якою він і намагається «тренувати» черепах біля його ніг.
Архітектурні елементи, які зображені художником, дають підстави думати, що дія відбувається в Зеленій мечеті.
На першій версії картини зображено п'ять черепах, а на другій — шість. Також на другій версії є глечик та надпис на стіні арабською мовою.

## Історичний контекст
Осман Хамді-бей створив цю картину у період, коли Османська імперія переживала значні соціальні та політичні зрушення. Реформи, які запровадив султан Абдул-Гамід II, виявилися або неефективними, або стали причиною зростання невдоволення. Османська імперія, яка на початку 20 століття займала усю Анатолію та Левант, більшу частину Аравійського півострова, частину Балканського півострова та частину Північної Африки, була під загрозою від зростання націоналістичних рухів на її території, а також від вторгнення іноземних держав, які врешті-решт і поділили територію імперії внаслідок Першої світової війни.
Робота не одразу стала широковідомою й зрозумілою, вона отримала визнання лише в наступні десятиліття як провісник Молодотурецької революції 1908 року, яка поклала край прямій владі султана, замінивши його після державного перевороту 1913 року тріумвіратом. У Першу світову війну Імперія вступила на боці Центральних держав.